# Stróżewski Rów
Kanał Stróżewski (Stróżewski Rów) – kanał wodny w województwie zachodniopomorskim, w powiecie pyrzyckim, w gminie Pyrzyce, którego zadaniem jest odprowadzanie wód powierzchniowych z terenów położonych na wschód od Pyrzyc.
Dawniej była to nizinna rzeka  Hownitz, w XVIII wieku tereny obecnych Wobińskich Bagien poddano melioracji. Do początku XX wieku Kanał Stróżewski posiadał funkcję spławną i żeglowną, łączył Pyrzyce z rzeką Płonią, ale po obniżeniu poziomu wód jego znaczenie znacznie zmalało. Obecnie jest kanałem melioracyjnym, który odwadnia wschodnie okolice Pyrzyc. Poniżej ujścia Kanału Mechowskiego kanał nosi nazwę Stróżewski Rów. W dolnym biegu posiada liczne połączenia kanałami melioracyjnymi z uregulowanym odcinkiem Płoni.